# Исусове приче
Исусова поређења или Исусове параболе су кратке алегоријске приче којима се примерима из свакодневног живота преносе духовне поуке. Око трећине забележених Исусових речи представљају параболе.
Параболе (хеб. מָשָׁל mashal) су биле уобичајен начин изражавања за Стари завет и јеврејску духовну традицију уопште. И сам Исус се обилато користио тим начином изражавања. У Новом завјету имао око 40 Исусових алегоријских прича и оне се углавном налазе у три синоптичка јеванђеља, по Матеју, Марку и Луки. У Еванђељу по Јовану нема парабола, или их има веома мало.
Иако је у разговорима са свештеницима и својим ученицима употребљавао и апстрактне теолошке изразе, Исус је сеоском становништву Палестине говорио у сликама из њихове свакодневице. Када су га ученици питали зашто народу говори у поређењима, Исус је одговорио: „Вама је дано да знате тајне царства Божјег, а онима напољу све у причама бива“ (Марко 4:11). Јер они „гледајући не виде и слушајући не чују нити разумеју“ (Матеј 13:11-13). Стога је Исус у разговору са обичним народом користио поређења као метод подучавања.
Поређења су сликовити говор разумљив тадашњем времену. Исус говори обично у презенту о стварима које се у природи и животу људи редовно догађају, имају ванвременско значење. Он указује на заједничке везе између свакодневице и духовне стварности Краљевства Божјег. Као што се пастир радује пронађеној овци, тако се Бог радује због једног покајаног грешника. 
Снага параболе је у реаговању слушаоца. У параболама се појављују неочекивани тренуци различити од уобичајене људске логике нпр. у причи о радницима у винограду. Многе приче завршавају питањем и допуштају слушаоцу, да сам одлучи који ће пут одабрати. Исус жели, да се слушаоци препознају у поређењима, да препознају што не ваља у њиховом животу и да заузму нови, другачији став од досадашњег.
Неке приче позивају на будност, на очекивање Божјег краљевства. Такве су нпр. прича о десет девојака и прича о стражару. Многе су приче критике свештеника и богаташа, у прилог одбачених и презрених људи из нижих слојева. Такве су на пример: прича о фарисеју и царинику, прича о богаташу и убогом Лазару итд.